# Great Eversden
Great Eversden est une paroisse civile et un village du Cambridgeshire, en Angleterre.